# Schloss Rohrbach (Sankt Josef)

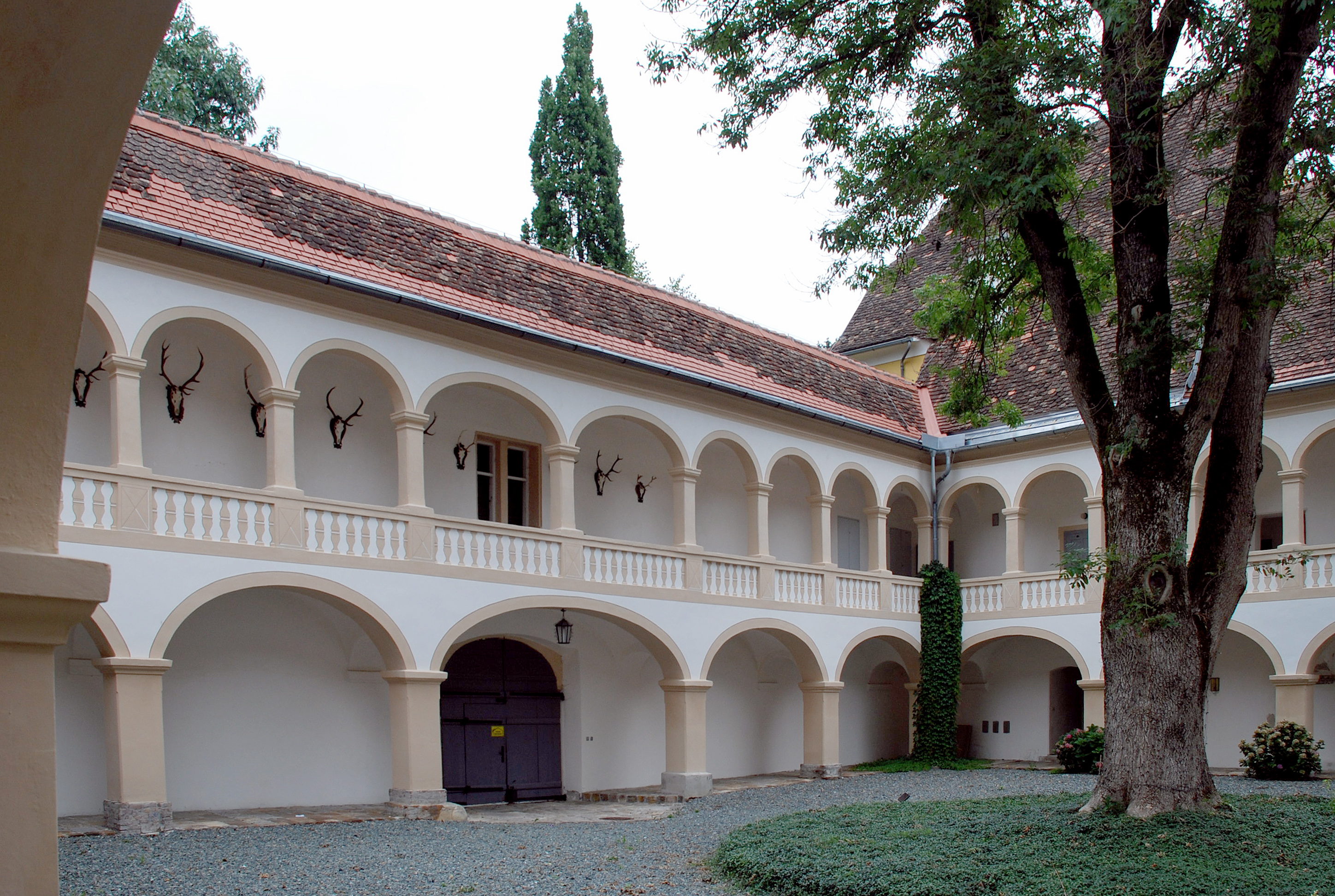
Innenhof Schloss Rohrbach in Sankt Josef in der Weststeiermark

Das Schloss Rohrbach steht in der Gemeinde Sankt Josef (Weststeiermark) im Bezirk Deutschlandsberg in der Steiermark. Das Schloss steht unter Denkmalschutz (Listeneintrag).

## Geschichte
Im Jahr 1367 ist der Name Friedrich von Rohrbach genannt. Vom Anfang des 16. Jahrhunderts bis 1558 gehörte der Bau der Familie Ungnad, sie und ihre Nachfolger bauten die Anlage aus. 1602 kam das Schloss zum Stift Stainz.

## Architektur
Das Gebäude bildet sich unregelmäßig um einen Rechteckhof. Die zwei- und dreigeschoßigen Trakte haben teils Säulenarkaden. Nordseitg befindet sich die Einfahrt als niedriger zweigeschoßiger Verbindungsgang mit Pfeilerarkaden, wohl aus dem 17. Jahrhundert.